# Iragua estella
Iragua estella är en insektsart som först beskrevs av William Lucas Distant 1908.  Iragua estella ingår i släktet Iragua och familjen dvärgstritar. Inga underarter finns listade i Catalogue of Life.